# 알칼리 골재 반응
알칼리 골재 반응이란 포틀랜드 시멘트와 골재 내의 반응성 실리카 물질이 반응하여 콘크리트 내에 팽창을 유발하는 현상을 말한다.

## 원인
골재 내 반응성 실리카 물질과 시멘트 내의 알칼리(산화나트륨(Na2O), 산화칼슘 (K2O))가 반응하여 알칼리 골재 반응이 일어난다. 습하고 더운 환경일수록 알칼리 골재 반응이 촉진된다. 반응성 재료의 양, 종류, 입자 크기, 콘크리트 내 수용성 알칼리 농도, 함수율에도 영향을 받는다.

## 피해

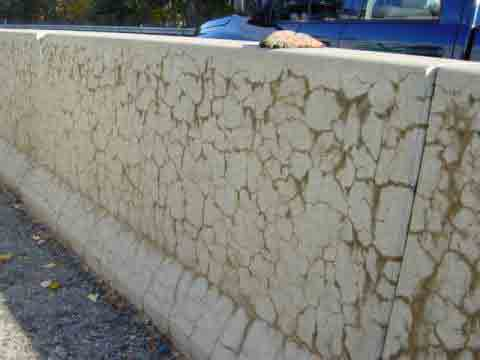
알칼리 실리카 반응에 의해 균열이 생긴 콘크리트 중앙분리대. 미국 Leominster 부근 고속도로. 2006년 2월 촬영

알칼리 골재반응이 일어나 콘크리트 내에 팽창이 일어나다보면 콘크리트에 균열이 생긴다.

## 방지
시멘트 내 알칼리 성분을 줄이면 알칼리 골재반응을 줄일 수 있다. 구조물을 건조한 상태로 관리하는 것도 도움이 된다. 플라이애쉬, 고로슬래그, 실리카퓸, 천연 포졸란 재료, AE제를 섞음으로써 반응을 제어할 수도 있다. 반응성 모래-자갈 골재의 30%정도를 부순 석회석으로 치환하는 것도 알칼리 골재 반응을 제어할 수 있게 해준다.

## 같이 보기
- 패턴
- 규산염

## 참고 문헌
- Michael S. Mamlouk; John P. Zaniewski (2016). 《실험과 함께하는 건설재료학》. 동화기술. 222-223쪽. ISBN 9788942590896.